# Pinguicula crenatiloba
Pinguicula crenatiloba är en tätörtsväxtart som beskrevs av Dc.. Pinguicula crenatiloba ingår i släktet tätörter, och familjen tätörtsväxter. Inga underarter finns listade i Catalogue of Life.